# Голдовский, Григорий Наумович
Григо́рий Нау́мович Голдо́вский (род. 13 января 1944) — советский и российский искусствовед и музейный работник. Заместитель генерального директора по научной работе, заведующий Отделом живописи XVIII — 1-й половины XIX вв. Государственного Русского музея. Заслуженный работник культуры Российской Федерации (1998).
Специалист по русскому искусству, автор многих публикаций, в том числе по творчеству К. П. Брюллова и И. К. Айвазовского. Автор многочисленных выставок.

## Биография
Родился в семье металлургов. В 1966 окончил Ленинградский Государственный Университет. С 1966 по 1984 работал во дворце-музее «Петродворец», с 1984 по настоящее время — заведующий Отделом живописи XVIII — I половины XIX вв. Государственного Русского музея. С 2023 — заместитель генерального директора по научной работе Государственного Русского музея.

## Публикации
- Голдовский Г. Н. Картина из петергофской коллекции. / В мире искусства. Газета «Заря коммунизма». 8 июля 1967 г., № 81 (2333).
- Голдовский Г. Н. Автор натюрморта — Ян Веникс. Поиски и находки/ Газета «Заря коммунизма». 17 августа 1967 г., № 98 (2350).
- Голдовский Г. Н. Домик Петра Первого в Саардаме. История и современность / Газета «Заря коммунизма». 13.07.1968, № 81 (2488).
- Голдовский Г. Н. Петергоф в изобразительном искусстве. Новая выставка в Монплезире / Газета «Заря коммунизма». 31 июля 1969 г., № 90 (2652).
- Голдовский Г. Н., Знаменов В. В. Дворец Монплезир в Нижнем парке Петродворца. Л., 1976.
- Голдовский Г. Н., Знаменов В. В. Дворец Монплезир в Нижнем парке Петродворца. Путеводитель. Издание 2-е, исправленное и дополненное. Л., 1981
- Д. Г. Левицкий (1735—1822). Сборник научных трудов / Гос. Русский музей; науч . ред. Г. Н. Голдовский. Л., 1987
- Goldovsky Grigory. Um olhar sobre a exposicao. Vida sovietica, ano 13-N 145/146 Agosto/Setembro 1987. Lisboa, 1987.
- Голдовский Г. Н. Дмитрий Григорьевич Левицкий и иностранные мастера. Россия — Франция. Век Просвещения (По материалам выставки в Париже и Ленинграде). Краткие тезисы докладов науч. конференции. Л., Государственный Эрмитаж. 1987.
- Голдовский Г. Н. Опыт организации монографической выставки Д. Г. Левицкого / Д. Г. Левицкий (1735—1822). Сборник научных трудов. Л.,1987.
- Голдовский Г. Н. Типологические особенности портретного творчества Д. Г. Левицкого/ Д. Г. Левицкий (1735—1822). Сборник научных трудов. Л.,1987.
- Голдовский Г. Н. Дмитрий Григорьевич Левицкий и иностранные мастера (к проблеме русского Просвещения) / Сб.: Просвещение. Россия и Франция. Випперовские чтения. Вып. XX. М., 1989.
- Goldovsky Grigory. Russia e Italia. Rapporti artistici/ La pittura Russa dell’eta romantica. Bologna. 1990.
- Голдовский Г. Н. Piccola Russia. FMR, Edizione Internazionale, № 43, Milano, 1990.
- Живопись XVIII — 1 половины XIX вв. Новые поступления (1977—1987). Каталог выставки. Л., 1990.
- Goldovsky Grigory. Piccola Russia. I bambini nella pittura russa. FMR, 10, 1990.
- Детский портрет в Русском искусстве: Каталог выставки. / Вст. ст. Г. Н. Голдовского. Л., 1990
- Детский портрет в русской живописи XVIII — нач. XX веков. Альбом/ Сост. Г. Н. Голдовский. Л., 1991
- Голдовский Г. Н. Детский портрет в русском искусстве. Художник РСФСР, 1991.
- Голдовский Г. Н. Произведения русских художников из музеев и частных собраний Италии. Венеция. 1991
- Голдовский Г. Н. Художники братья Григорий и Никанор Чернецовы в Италии. Тезисы конференции, посвященной итогам научно-исследовательской работы за 1991 год. СПБ., Государственный Русский музей, 1992.
- Grigorij e Nikanor Cernecov. Due artistirussi nell’Italia di metá Ottocento. (Григорий и Никанор Чорнецовы. Русские художники в Италии в середине XIX века). Журнал ‘800 Italiano. Guinti. Firenze, n. 4. 1992
- Забытый художник Николай Зацепин. (Не опубликовано. 1992. 1,5 а.л.)
- Художники братья Чернецовы в Италии (вариант для журнала «Наше наследие») 1,5 а.л.
- Goldovsky Grigory. L’Italia vista dai pittori russi./ Viaggio in Italia. La veduta Italiana nella pittura russa dell’800 Каталог выставки. Electa. Milano. Статья 0.7 а.л.; каталог 1 а.л.; антология 1 а.л. 1993.
- Голдовский Г. Н. Детский портрет в русской живописи. Вступительная статья и каталог. (На финском языке). Турку. 1993.
- Голдовский Г. Н. Русская романтическая живопись. Вст. ст. и каталог. Хельсинки. (На финском языке). 1993
- Голдовский Г. Н. Живопись 18 — 20 веков в частных собраниях Петербурга, СПб., Вст. ст.; статьи к разделам (на русском и английском языках). 1993
- Голдовский Г. Н. Художники братья Чернецовы в Италии. Тезисы конференции по итогам работы за 1992 год. Государственный Русский музей. 1993.
- Голдовский Г. Н. Pittura russa e sovietica 1850—1945. (Русская и советская живопись 1850—1945). Критико-биографические аннотации. Milano. 1994
- Голдовский Г. Н. Основные этапы формирования коллекции живописи/ Государственный Русский музей. Из истории музея: Сборник статей и публикаций / Составители И. Н. Карасик, Е. Н. Петрова. СПб., 1995.
- Голдовский Г. Н. Некоторые проблемы художественной жизни России 1830-х −1850-х годов. На рубеже двух эпох: 1801—1825 — 1825—1855.Тезисы докладов Второй Царскосельской научной конференции/Государственный музей-заповедник «Царское Село». СПб., 1996.
- Голдовский Г. Н. Мир детства. Живопись XVIII — первой половины XIX века. Вступительная статья и каталог. Palace Edition. (На финском языке). 1996.
- Голдовский Г. Н. Живопись из собрания Смольного института в коллекции ГРМ / Ускользающее время или Плоды просвещения. Каталог выставки. СПб, 1996.
- Голдовский Г. Н. Некоторые особенности художественной жизни России 1830—1850-х. Тезисы конференции в Царском селе. СПб, 1996.
- Голдовский Г. Н. Портретная галерея Михайловского замка // St.Petersburg Review № 2 (22), 1996.
- Голдовский Г. Н. Портретная миниатюра. Буклет. Palace Editions, 1996.
- Голдовский Г. Н. Сокровища Русского музея. СПб. 1996.
- Голдовский Г. Н. Творчество Лосенко в контексте проблематики стиля и метода эпохи Просвещения. (Не опубликовано. 1996)
- Голдовский Г. Н. Методологические принципы изучения «россики». Тезисы конференции, посвященной итогам научно- исследовательской работы за 1996 год. СПб., Государственный Русский музей. 1997
- Голдовский Г. Коллекция живописи XVIII века в собрании Русского музея / Государственный Русский музей. Живопись. XVIII век. Каталог. Том 1 / Гос. Русский музей; науч. рук. и авт. ст. Е. Н. Петрова. СПб., 1998
- Художники братья Чернецовы и Пушкин. / Гос. Русский музей; Науч. рук. Е. Петрова; Авт. ст. Г. Голдовский; Сост.кат. Л. Вихорева, Г. Голдовский, О. Капарулина, Н. Соломатина, Е. Мишина. СПб., 1999
- Карл Павлович Брюллов 1799—1852. Живопись. Рисунки и акварели из собрания Русского музея. Каталог выставки / Гос. Русский музей; науч. рук. Е. Н. Петрова; Авт.ст. Г. Голдовский, Е.Петрова; Авт.-сост. летописи жизни и творчества Е.Столбова. СПб.,1999
- Голдовский Г. Н. Художники Григорий и Никанор Чернецовы и Александр Сергеевич Пушкин. История коллекций и дворцов Русского музея. Тезисы конференции, посвященной итогам научно- исследовательской работы за 1998 год. СПб., Государственный Русский музей. 1999
- Художники братья Григорий и Никанор Чернецовы. Греческий мир в русском искусстве. Каталог выставки / ГРМ. ГМИИ им. А. С. Пушкина; Авт.ст. Г. Голдовский; Сост.кат. Л. Вихорева, О. Капарулина, Н. Соломатина. СПб., 2000
- Голдовский Г. Романтический мастер. Иван Константинович Айвазовский. Живопись, рисунки, акварели из музеев Санкт-Петербурга. Каталог выставки. СПб., 2000
- Голдовский Г. Н. Греческий мир в русском искусстве. Каталог выставки /Гос. Русский музей; посольство Греческой Республики в РФ; СПб., 2001
- Голдовский Г. Н. Портрет неизвестной. О приобретении Русским музеем картины Д. Левицкого / Наше наследие: Иллюстрированный историко-культурный журнал. N 61/2002. М., 2002
- Живопись первой половины XIX века в собрании Русского музея/Государственный Русский музей. Живопись. Первая половина XIX века. Каталог. А-И. Том 2 / Гос. Русский музей; науч. рук. Е. Н. Петрова. СПб., 2002.
- Goldovsky Grigory. A Romantik Master. Ivan Aivazovski. Maalauksia, piirustuksia ja akvarelleja pietarilaisista kokoelmista=Ivan Aivazovsky. Paintings, and Watercolours from the Collections of St Petersburg.-Saint Petersburg, 2003
- Воспоминание об Италии: Свидетельства. Каталог выставки/Гос. Русский музей; Науч. рук. Е. Н. Петрова; Авт. ст. Г. Н. Голдовский, Е. Н. Петрова, Бьянка Риччо. СПб., 2003
- Голдовский Г. Н. «Большая картина» как феномен истории русской культуры./ Большая картина. Каталог выставки / Гос. Русский музей, директор В. А. Гусев, науч. рук. Е. Н. Петрова, авт.ст. Г. Голдовский, Е. Шилова, А.Низамутдинова. СПб., 2006
- Goldovsky Grigory. Scene di conversazione e pitture d’interno neella Russia del primo ottocento. Lustri europei memorie domestiche. 2006.
- Голдовский Г., Файбисович В. Александр I в Публичной библиотеке: Пропавшая картина Григория Чернецова. Новый мир искусства, 2006/ N3(50): Журнал культурной столицы. СПб.,2006
- Голдовский Г. Н. Александр Андреевич Иванов: Юбилейные размышления. / Александр Иванов: Каталог выставки/ Гос. Русский музей; директор В.Гусев, науч. рук. Е. Петрова, авт. ст. Г. Голдовский, Н. Уварова. СПб., 2006
- Голдовский Г. Н. Историческая марина Ивана Айвазовского. Пинакотека: Журнал для знатоков и любителей искусства. N 22-23/2006 (1-2). М., 2006
- Голдовский Г. Н. Русская живопись XVIII — первой половины XIX века. Лекция в Болонском университете. 2006.
- Государственный Русский музей. Живопись. Первая половина XIX века. Каталог. К-Я. Том 3 / Гос. Русский музей; науч. рук. Е. Н. Петрова, авт.ст. Г. Голдовский. СПб., 2007.
- Голдовский Г. Н. Выставка, посвященная 250-летию Академии художеств / Художественный вестник. Вып. 3. СПб., Русский ампир, 2007
- Голдовский Г. Н. О Георгии Викторовиче Смирнове (1905—1988) — ученом и человеке/ Страницы истории отечественного искусства. Сборник статей. Выпуск 13.:К 100-летию Г. В. Смирнова/Науч. рук. Е. Н. Петрова. Гос. Русский музей. СПб., 2007.
- Владимир Лукич Боровиковский. 1757—1825. Религиозная живопись / Русский музей, науч. рук. Е. Петрова; науч. ред. Г. Голдовский; авт.-сост. Е.Столбова, А.Максимова. СПб., 2009
- Голдовский Г. Н. Греческий мир в русском искусстве/ Информационно-образовательный центр «Русский музей: Виртуальный филиал»: Медиатека проекта / авт. ст .Г. Н. Голдовский. СПб., 2009
- Голдовский Г. Н. Стиль искусства — стиль жизни/ Картина. Стиль. Мода // Русский музей, науч. рук. Е. Петрова; авт.ст. Г. Голдовский, Ю. Демиденко, Р. Кирсанова. СПб., 2009
- Голдовский Г. Н. Художники братья Чернецовы в Италии/ Русское искусство нового времени: Исследования и материалы. Сборник статей. Вып.12. Ред.-сост. И. В. Рязанцев; НИИ РАХ. М., 2009
- Голдовский Г. Н., Епатко Ю. Г. Нежные краски пастели. Пастель из собрания Русского музея / Гос. Русский музей, науч. рук. Е. Н. Петрова; СПб., 2009.
- Голдовский Г. Н. «Смолянки» Д. Г. Левицкого (к истории бытования)/ Дмитрий Левицкий «Смолянки». Новые открытия / Русский музей; науч. рук. Е. Петрова, авт.ст. Г. Голдовский, О.Кленова, С.Римская-Корсакова. СПб., 2010
- Голдовский Г. Н. Новые открытия. Картины Дмитрия Левицкого из разных собраний) / Дмитрий Левицкий «Смолянки». Новые открытия / Русский музей; науч. рук. Е. Петрова, авт.ст. Г. Голдовский, О.Кленова, С.Римская-Корсакова. СПб., 2010
- Голдовский Г. Н. Воспоминания об итальянских садах/ Императорские сады России. Четвёртый международный фестиваль «Итальянский полдень» / Гос. Русский музей. СПб., 2011
- Голдовский, Г. Н. Князь Сан-Донато и Императорская Академия художеств / Страницы истории отечественного искусства. Вып. 19. Сборник статей по материалам научной конференции 2011 года. СПб., 2011
- Голдовский, Г. Н. Праздники по-русски/ Русский музей, ГМЗ «Царицыно»; науч. рук. Е. Н. Петрова; авт. ст. П.Климов. авт. Аннотаций Г. Н. Голдовский. СПб., 2011
- Татлин=Tatlin.Neue Kunst fur eine neue Welt / Museum Tinguely, Basel; ГТГ; ГРМ, Е. Петрова, Г. Голдовский, А. Любимова. — на нём.и рус. яз. Ostfildern: Hatje Cantz, 2012
- Голдовский Г. Имя художника неизвестно / Н. Х. Неизвестный художник. Живопись и скульптура из собрания Русского музея // Русский музей; науч. рук. Е. Петрова, авт.ст.и науч. ред. Г. Голдовский. СПб., 2012
- Голдовский Г. Россия история в портретах / Портретная галерея Русского музея. Лица России // Русский музей; науч. рук. Е. Н. Петрова; авт. ст. Г. Голдовский. СПб., 2012
- Голдовский Г., Епатко Ю. «Недаром помнит вся Россия…» / 1812 годъ в произведениях искусства из собрания Русского музея // Русский музей; науч. рук. Е. Петрова, авт. ст. Г. Голдовский, Ю. Епатко, Н. Соломатина. СПб., 2012
- Голдовский Г. Н. Произведения К. П. Брюллова в частных собраниях Москвы и Санкт-Петербурга. Источники. Провенанс. Атрибуции / Тезисы конференции, посвященной итогам научно-исследовательской работы в 2011 г. // Гос. Русский музей. СПб., 2012.
- Голдовский Г. Имя художника неизвестно / Наше наследие 2013 / N 107: Иллюстрированный историко-культурный журнал. М., 2013
- Голдовский Г. К юбилею Дома Романовых / 400-летие Дома Романовых в произведениях живописи, скульптуры, графики и декоративно-прикладного искусства из собрания Русского музея / науч. рук. Е. Петрова. СПб., 2013
- Голдовский Г. Произведения К. П. Брюллова из частных собраний Санкт-Петербурга и Москвы/Карл Брюллов. Из частных коллекций Москвы и Санкт-Петербурга / науч. рук. Е. Петрова; авт. ст., аннотаций и сост. кат. Г. Голдовский. СПб., 2013
- Бехтиева Е., Голдовский Г. «Я работаю по страсти» / Русское искусство. Художественный журнал, 1(41).2014: Государственные музеи и частные коллекции. О выставке «Карл Брюллов. Из частных коллекций Москвы и Санкт-Петербурга». М., 2014
- Собрание Максима Кочерова. От частной коллекции — к музею / Русский музей; науч. рук. Е. Петрова, авт.ст. Е. Ворушилина, Г. Голдовский, Е. Долгих; сост. В. Горбова. СПб., 2014
- Голдовский Г. «Парад на Царицыном лугу». Петербургское общество эпохи Романовых. Из цикла «Лица России» / Русский музей; науч. рук. Е Н. Петрова; авт.ст. Е. Столбова. СПб., 2014
- Голдовский Г. Блистательный Петербург. Петербургское общество эпохи Романовых. Из цикла «Лица России» / Русский музей; науч. рук. Е Н. Петрова; авт.ст. Е. Столбова. СПб., 2014
- Голдовский Г. Великий князь Павел Петрович / Великий князь Павел Петрович // Русский музей; науч. рук .Е. Н. Петрова. СПб., 2014
- Григорий Угрюмов (1764—1823) / Русский музей; науч. рук. Е. Н. Петрова; науч. ред. Г. Н. Голдовский; авт. вст. ст. и аннот. С. В. Моисеева. СПб., 2014
- Голдовский Г. Н. О Павле Андреевиче Федотове / Павел Федотов.1815-1852 // Русский музей; науч. рук. Е. Н. Петрова. СПб., 2015
- Голдовский Г. Н. Живопись XVIII — первой половины XIX века / Русский музей. Новые поступления.1998-2014. СПб., 2015
- Голдовский Г. Заметки о русском искусстве Петровской эпохи / Петр I. Время и окружение/ Русский музей; науч. рук .Е. Петрова, авт.ст. С. Моисеева. СПб., 2015
- Голдовский Г. Сильвестр Щедрин и школа Позиллипо / Русский музей; науч. рук .Е. Петрова, авт.ст. Л. Вихорева. СПб., 2016
- Голдовский Г. Современники Петра Великого / Наше наследие 2016 / N 118: Иллюстрированный историко-культурный журнал. М.,2016
- Голдовский Г. Портрет елизаветинской эпохи / Георг Христофор Гроот и елизаветинское время / Русский музей; науч. рук. Е. Н. Петрова. СПб., 2016
- Голдовский Г. Н. Карл Брюллов. Христос во гробе /Министерство культуры РФ; Русский музей; науч. рук. Е. Н. Петрова. СПб., 2016
- Голдовский Г. Н. Взгляд из прошлого: Живопись из коллекции семьи Карисаловых. Каталог выставки / ГМЗ «Царское Село»; авт.ст. И. К. Ботт. СПб., 2016
- Голдовский Г. Иван Константинович Айвазовский. К 200-летию со дня рождения/ Русский музей; науч. рук. Е. Н. Петрова. СПб., 2016
- Голдовский Г. Н. Путешествие братьев Чернецовых по Ближнему Востоку и Палестине / Страницы истории отечественного искусства. Вып.28. Сборник статей по материалам научной конференции 2016 г. / Науч. рук. Е. Н. Петрова. СПб., 2017
- Голдовский Г. Романтический мастер Иван Айвазовский / Великий маринист / Русский музей; ГТГ; ЦВММ; Феодосийская карт. галерея; науч. рук. Е. Петрова. СПб.,2017
- Голдовский, Г. Россия в эпоху Екатерины II / Екатерина Великая в стране и мире // Русский музей; науч. рук. Е. Петрова. СПб., 2017

## Выставки
- Дмитрий Григорьевич Левицкий. 1735—1822. 1985
- Детский портрет ГРМ. 1990. Концепция и экспозиция.
- Дворцы Санкт-Петербурга. 1990. В соавторстве.
- Произведения русских художников из частных собраний Италии. 1991. В соавторстве с Е. Н. Петровой
- Выставка к 175-летию Федотова П. А. 1991. Экспозиция в соавторстве.
- Русский парадный портрет. Мраморный дворец. 1992.
- Романтизм в России 1995. Концепция и экспозиция.
- Россика. 1995. Концепция и экспозиция.
- Портретная галерея в Михайловском замке. 1996. Экспозиция.
- Портретная миниатюра. 1996. Михайловский замок. Концепция и экспозиция.
- Религиозные сюжеты I пол. XIX в. 1996. Экспозиция в соавторстве.
- Карл Павлович Брюллов 1799—1852. 1999
- Греческий мир в русском искусстве. 2000
- Иван Константинович Айвазовский. 2000
- Воспоминание об Италии. 2003
- Большая картина. 2006. Экспозиция в соавторстве.
- Александр Андреевич Иванов . 2006
- Выставка, посвященная 250-летию Академии художеств. 2007
- Владимир Лукич Боровиковский.1757-1825. Религиозная живопись. 2009
- Картина. Стиль. Мода. 2009
- Пастель из собрания Русского музея. 2009
- Дмитрий Левицкий «Смолянки». Новые открытия. 2010
- «Н. Х.» Неизвестный художник. Живопись и скульптура из собрания Русского музея.2012
- Портретная галерея Русского музея. Лица России. 2012
- 1812 год в произведениях искусства из собрания Русского музея
- 400-летие Дома Романовых. Экспозиция живописи XVIII — 1-й половины XIX века. 2013
- Произведения К. П.Брюллова из частных собраний Санкт-Петербурга и Москвы. 2013
- Коллекция В. А.Кокорева. Из цикла «Коллекции и коллекционеры Русского музея». 2013
- Петербургское общество эпохи Романовых. 2014
- Григорий Угрюмов. 2014
- Великий князь Павел Петрович. 2014
- Павел Федотов.1815-1852. 2015
- Петр I. Время и окружение. 2015
- Собрание Томиловых-Шварц. Из цикла «Коллекции и коллекционеры Русского музея». 2015
- Сильвестр Щедрин и школа Позиллипо. 2016
- Георг Христофор Гроот и елизаветинское время. 2016
- Иван Константинович Айвазовский. 2016
- Москва времен Екатерины II и Павла I в картинах Жерара Делабарта. 2017